# Payday: The Heist
Payday: The Heist — комп'ютерна гра в жанрі шутер від першої особи, розроблена Overkill Software і видана Sony Online Entertainment. «Payday: The Heist» була випущена 18 жовтня 2011 для PlayStation 3 в США. Надійшла 20 жовтня 2011 для PC через Steam в США і Великій Британії. Було підтверджено, що гра буде мати завантажуваний контент, який буде незабаром випущений після запуску гри. У грі доступно 7 різних ігрових місій, на рушії Diesel.

## Геймплей
Шутер, який є напруженим епізодичним трилером і базується на голівудських фільмах.
У грі представлено динамічне оточення і вороги, що пристосовуються до ситуації. Це означає, що гра ніколи не буде повторюватися. Робота в команді є ключовою в цій грі, так як гравці повинні будуть працювати разом, маючи різні завдання для людей в команді (поки 3 б'ються з поліцією, один повинен стежити за дрилем або пакувати гроші в сумки). Для завершення цих завдань гравець може грати в онлайн як через Steam, PSN або з гравцями керованими комп'ютером в автономному режимі, хоча гра стає помітно складніше, ніж з хорошою командою живих гравців.
У грі є 4 персонажа: Dallas, Hoxton, Wolf і Chains.
Гравці, збираючи гроші, успішно виконуючи завдання і виконуючи випробування, отримують нові рівні репутації і одне покращення в тому класі, який у них був обраний на цей момент.

## Ігрові рівні
First World Bank — пограбування банку. Перш ніж почати пограбування, гравці повинні знайти менеджера банку, щоб заощадити час надалі. Необхідно забрати ключ від складу у менеджера, забрати дриль, каністру з термітом і додаткову каністру з термітом. Відкрити за допомогою дриля двері, що ведуть до сховища, і пропалити термітом банківський сейф. Забрати гроші і зробити втечу, знищивши стіну серверної кімнати і втікши на сміттєвозі.
Heat Street — пограбування, в якому необхідно наздогнати водія, який зрадив групу і втік з грошима. Завдання-пробираючись через вулиці, протистояти поліції і наздогнати зрадника, потім викурити його з перевернутого фургона, підпалюючи бензин. Коли він вийде, необхідно конвоювати його до евакуаційної майданчика, де всіх підбере вертоліт.
Panic Room — пограбування, в якому необхідно проникнути в старий житловий будинок під виглядом покупців, дістатися до «Кімнати страху», де банда наркоторговців амфетаміну влаштувала притулок і сховище для своїх грошей. Проникнувши в будівлю, необхідно знайти кімнату-сховище, потім знайти ключ від кімнати в одного бандита, встановити і стежити за пилами, відбиваючись від прибулої поліції. Потім, коли пили відпрацюють, необхідно знищити снайперів на дахах, щоб пілот вертольота зміг скинути сумку з С4, яким необхідно знищити кріплення кімнати. Продовжуючи відбиватися від поліції, необхідно закріпити трос з магнітом до «сейфа» і сховатися в каналізації від поліції.
Green Bridge — пограбування, в якому необхідно звільнити одного китайського ув'язненого. Необхідно встановити пилки на 4 броньованих фургона і стежити за тим, щоб вони не перегрілися. Потім необхідно знайти в одному з фургонів ув'язненого, якого необхідно конвоювати до будмайданчика. Потім посадити його у крісло для транспортування і чекати, поки літак захопить його крюком. Після пробігти через міст і сховатися, використовуючи акваланги.
Diamond Heist — пограбування, в якому необхідно пограбувати сховище дорогоцінних каменів. За заявою розробників Overkill, це пограбування найскладніше в грі. Необхідно, не привертаючи уваги охорони і обходячи системи безпеки, зламати кілька комп'ютерних терміналів, які розташовані на різних поверхах і на даху. Завдання дуже ускладниться, якщо гравці піднімуть тривогу, так як малі простору і лабіринт-подібна архітектура рівня дуже ускладнює пересування, а поліцейські загони і охорона просто розділять і заплутають гравців. При грі на складності Overkill є невеликий шанс отримати великий діамант, кімната з дверима знаходиться праворуч при вході. Необхідно повернутися на місце початку місії і забрати склоріз, встановити на скло і почекати 240 секунд. Якщо гравці не підняли тривогу, коли введется код, є ймовірність що сейф відкривається одразу і можна закінчити завдання без єдиного вбивства.
Slaughterhouse — пограбування, в якому гравці атакують броньований фургон з золотом, який впав у скотобійню. Після того, як броньовик, після зіткнення з бульдозером, з'їжджає з дороги, він падає на дах скотобійні, де зависає на гаках. Гравцям необхідно проникнути в скотобійню, підірвати двері броньовика, встановити і стежити за дрилем. Складність у тому, що поліція проникає з різних сторін будівлі, а висять туші тварин погіршують огляд. Потім необхідно перевантажити золото в сумки, принести його в контейнер, який буде перенесений за допомогою крана.
No Mercy — нове пограбування в грі, яке з'явилось в кінці липня 2012 року. У ньому дія відбувається в знайомому нам по Left 4 Dead госпіталі, в якому гравцям треба вкрасти кров хворого, зараженого невідомою інфекцією. Гравці повинні проникнути в інфекційне відділення, знайти хворого, взяти його кілька хороших зразків крові і втекти. На рівні є два варіанти подій.
«План А» — знищити всі камери протягом 7 секунд, не підпускати заручників до сигналізації, після переодягнутися в докторів і пройти у відсік з хворими. Не викликаючи підозр знайти необхідного хворого, почати пограбування, взяти його кілька хороших зразків крові і втекти.
«План Б» — використовується в тому випадку, якщо хтось із заручників включив сигналізацію, або ви вбили одного із заручників. У цьому випадку вам необхідно взяти пилку, що знаходиться в іграшці, зламати двері в блок з хворими, а потім навмання розкрити одну з 3х кімнат з хворим. Якщо пощастить — ви натрапите на потрібного хворого відразу, якщо ні — доведеться розкривати наступні двері, або всі три. Найчастіше хворий лежить в правій кімнаті. Якщо ви не знайшли хворого з першого разу, то з великою ймовірністю ви знайдете його із другого разу, рідко — з третього.

## Вороги
У грі зустрічаються різноманітні противники, від озброєних тільки пістолетами, які з'являються на початку захоплення або між штурмами, до одягнених в бронежилети і озброєних гвинтівками і рушницями, які з'являються пізніше і становлять більшу загрозу. Найбільш небезпечні особливі вороги, які в змозі самотужки знерухомити невдалого гравця

### Звичайні вороги
Цих супротивників можна примусити скласти зброю і закувати самих себе в наручники (це може стати в пригоді як для обміну заручника на одного із заарештованих спільників, так і просто для цілого ряду досягнень і завдань)
- Охорона — охоронці, озброєні пістолетами, і не мають бронежилетів (виняток становлять охоронці на місії Slaughterhouse). Різні за зовнішнім виглядом залежно від місії. Якщо виявляться занадто близько, можуть закувати гравця в наручники. З причини того, що є найслабшими супротивниками, на них легко виконувати завдання «Заощаджуємо патрони» (вбивати ворогів melee-атаками) і «Закон в наших руках» (брати поліцейських в заручники).
- Поліція — поліцейські, використовують пістолети і дробовики, бронежилетів не мають. Особливої небезпеки не представляють і з'являються тільки на початку раунду.
- Агент ФБР — агенти ФБР, озброєні пістолетами з глушниками, одягнені в бронежилети. Дуже рухливі та спритні вороги. Слідують після поліції і йдуть упереміш зі спецназом, за кількістю хитпоинтов співставні зі спецназівцями.
- Гангстер — озброєні ПП Mark 11, їх неможливо взяти в заручники. Можна зустріти на початку місій Panic Room і Undercover. Хоча їх легко вбити, вони можуть завдати чимало шкоди зі свого пістолета-кулемета.
- Спецназ SWAT (Blue SWAT) — підрозділи спеціального призначення. Добре озброєні і мають бронежилети. Озброєні можуть бути в залежності від місії і складності дробовиками, Compact-5, AMCAR-4. На нормальної складності — найчастіші супротивники. На більш високих рівнях складності зустрічаються тільки на початку гри.
- Снайпери — бійці поліції, що використовують снайперські гвинтівки для усунення гравців здалеку. Як правило, розташовуються на великих дистанціях від гравців і на дахах. Розпізнати їх можна по червоному трассери, що залишається після пострілу. Зовні схожі на бійців спецназу SWAT і вважаються такими в рамках завдання «Я проти спецназу SWAT».
- Броньовані SWAT (Heavy SWAT) — ці бійці мають дуже міцну броню і озброєні AMCAR-4 або дробовиком Reinbeck. На рівнях Складний і вище це найбільш частий супротивник. Через великого запасу здоров'я краще стріляти йому в голову. При вбивстві в голову захисне скло в шоломі розбивається з характерним звуком. З цими бійцями пов'язано досягнення Залякування (Intimidating), для виконання якого треба змусити його здатися. Надійніше всього цього можна домогтися, якщо знайти одного такого бійця, 3 рази вдарити його прикладом і наказати здатися. Того ж результату можна добитися, обстрілявши його з, наприклад, пістолета, але приклад діє переконливіше.
- Найманець Murkywater — ці бійці озброєні AMCAR-4 і з'являються тільки на початку місії Slaughterhouse. Схожі на бійців тяжкоозброєного спецназу SWAT, але стріляють точніше, та й реакція у них трохи краще. Однак їх голова не захищена, що дозволяє їх вбивати також легко, як і набагато більш слабких супротивників. Їх найменування співзвучно назві приватної військової компанії Blackwater, зовнішній вигляд також схожий на бійців даної ЧВК.

### Особливі вороги
На відміну від вищеперелічених ворогів, кожен з цих бійців володіє унікальною здатністю, яка робить його досить неприємним супротивником. Крім того, цих бійців неможливо примусити здатися в полон.
- Боєць зі щитом — боєць спецназу з поліцейським щитом. Є найслабшою з усіх противників цієї категорії. Озброєний пістолетом B9-S, хоча у нього цей пістолет стріляє в автоматичному режимі. Може вести вогонь через амбразуру в щиті. Щит повністю невразливий до будь-яких атак, але боєць може бути знищений при стрільбі в ноги або якщо стріляти в нього збоку або в спину. Також є можливість знищити його за допомогою гранатомета GL40, від утрати з якого щит не рятує. Іноді щит залишається стояти у вертикальному положенні після вбивства бійця.
- Шокер — боєць спецназу, озброєний Тазер ом. Від інших бійців легко відрізняється через жовті нашивки на рукавах (через них же інші поліцейські і спецназівці періодично називають шокерів канарками). Озброєний AMCAR-4, який і використовує, поки знаходиться на відстані, але, скоротивши дистанцію, починає використовувати тазер. Цікаво, що власне тазер не видно і електророзряди виходять зі стовбура автомата. Небезпеку представляє для гравців, що відокремилися від основної групи. Паралізує електрикою. Якщо гравець довгий час знаходиться під дією шокера, то він падає і виявляється в агонії. Під час того, як Шокер використовує свій тазер, гравець втрачає контроль і починає хаотично стріляти зі зброї, в цей час є можливість вполювати шокера, збивши з пантелику або убивши його і, тим самим, врятуватися.
- Клокер — небезпечний ворог, який використовує свою атаку ближнього бою для того, щоб миттєво усунути гравця. На відміну від шокер, який вражає гравця на дистанції, цей противник воліє близький контакт. Як і шокер, він нападає на відсталих або тих, що відокремилися від основної групи гравців. Легко розпізнається за рахунок зеленого свічення від приладу нічного бачення. Пересувається в темних і слабо освітлених ділянках.
- Бульдозер — боєць у дуже міцній броні (не дарма в ігрових файлах він називається танком), яка зовні нагадує костюм сапера. Озброєний потужним дробовиком і одягнений в броньований костюм. Може витримати велику утрату. Але має слабкість — шолом. Якщо стріляти в скло шолома, можна легко його пробити і вбити бульдозера. Крім того, проти нього ефективні лазерні міни-пастки (одна така міна здатна миттєво знищити бульдозера). Небезпечний, якщо підбереться близько, тому що може знерухомити гравця з одного пострілу.

## Спорядження
У гравця є чотири гілки розвитку, що відкривають певні бонуси, зброю, і спорядження. Гравець може сам вибрати яку гілку прокачати при отриманні нового рівня. Під час завдання натиснути TAB і цифрами 1, 2, 3, 4 вибрати потрібну гілку розвитку.

### Пістолети
- B9-S — одне з двох зброй, доступних гравцеві спочатку. 9 мм пістолет з глушником. Слабкий, але може вбити слабких ворогів в голову з одного пострілу. Корисний для знищення камер відеоспостереження.
- Bronco .44 — пістолет з магнум патронами і з хорошою зупинною силою. Має середню точність і високу віддачу. Перша зброя, що відкривається в класі «Підтримка». Слід зазначити, що здатний дуже швидко вести вогонь, але повільна швидкості перезарядки не дає швидко знищувати велику кількість ворогів. При модернізації отримує більший стовбур і більш потужні патрони.
- Crosskill .45 — напівавтоматичний пістолет і друга зброя, яка дається в класі «Штурм». Має більшу зупинну силу, ніж B9-S, але і віддача у нього вище. Пістолет є «золотою серединою» між B9-S і Bronco .44. Має великий магазин і хорошу зупинну силу.

### Основна зброя
- AMCAR-4 — одне з двох зброй доступні гравцеві спочатку. Штурмова гвинтівка з середньою зупинною силою і хорошой точністю при стрільбі на дистанції. Може бути поліпшений полум'ягасником і приціл коліматора.
- Reinbeck — дробовик 12 калібру. Друге відкривається зброю в класі «Підтримка». Як дробовик він вражає цілі до 10 метрів, але цілком може використовуватися і для дальніх дистанцій, вражаючи групу цілей одночасно хоч і з малою втратою. Ця зброя особливо ефективна, так як гравець може знищити практично будь-якого ворога з одного пострілу, крім деяких із спеціальних підрозділів, і отримати два патрони з убитого ворога. Особливо, якщо стріляти в натовпи ворогів і знищувати кількох цілей з одного пострілу. Набагато потужніше Locomotive 12 G.
- Brenner 21 7.62 — кулемет. Корисний тим що володіючи потужним патроном 7.62 мм і великим магазином, дозволяє знищувати і стримувати велику кількість ворогів. Дуже довга перезарядка. При поліпшенні даються сошки і збільшується запас патронів за рахунок нового коробкового магазина.
- M308 — напівавтоматична гвинтівка використовує зупинну силу патрона калібру 7,62 мм та високу точність. При поліпшенні отримує оптичний приціл Коліматор, що дозволяє вести прицільний снайперський вогонь на великих картах. Таких як Heat Street або Green Bridge.

### Додаткова зброю
- Mark 11 — один з двох пістолет-кулемет ів доступних в грі. Перша зброя, яка відкривається в «штурмових» класі. Має більшу утрату, але меншу точність у порівнянні з Compact-5. Може бути поліпшений новим полум'ягасником.
- Compact-5 — пістолет-кулемет з хорошою точністю і високим темпом стрільби. Краща точність, але менше шкоди в порівнянні з Mark 11. Може бути поліпшена автоматика і збільшений магазин.
- Locomotive 12 G — дробовик 12 калібру, дозволяє вести високий темп стрільби, але має меншу забійну по порівнянні з Reinbeck силу. Може бути поліпшений полум'ягасником і зручною цівкою.

### Спецзасоби
- Сумка з патронами — заповнює всю амуніцію гравців (окрім хв). Обмежена кількість використання, число використань зростає з репутацією і відкриттям бонусів. Всього одна сумка на раунд для одного гравця.
- Сумка з медикаментами — повністю відновлює здоров'я гравців. Дуже корисна після важких перестрілок або після того як гравця підняли з агонії, так як здоров'я не відновлюється, а після кожного підняття воно зменшується. Всього одна сумка на раунд для одного гравця.
- Лазерна міна-пастка — може бути встановлена на будь-якій поверхні горизонтально і вертикально. Спрацьовує коли вороги перетинають промінь лазера. Не реагує на гравців. Може бути вимкнена / включена гравцем або іншими гравцями після установки. Також спрацьовує якщо в неї вистрілити. Гравець може переносити обмежена кількість мін, які не можна ніяк заповнити. Використовувати проти рядових ворогів їх не розумно, через малу кількість, а проти важких (Шокер, Бульдозер і т. д.) дуже ефективні. Іноді вороги проходять крізь промінь лазера не активуючи міну. Спочатку гравцеві дають 2 штуки, при підвищенні репутації їх кількість збільшується.
- Пластикові наручники — використовуються для захоплення заручників та обмін їх на гравців,що потрапили в полон до поліції. Є доповнення, що дозволяє перености більшу кількість стяжок.

### Здібності
Ці здібності мають декілька рівнів прокачування; з кожним рівнем відповідний показник збільшується.
- Body armor increase — всі гілки (у Sharpshooter'a прокачується двічі) — підвищення міцності броні (біла смужка на індикаторі здоров'я)
- Thick skin — навичка гілки Sharpshooter — товста шкіра. Здоров'я гравця послідовно збільшується (в результаті +33 % до базового значенням).
- Toolkit — навичка гілки Technician — набір інструментів. Підвищує швидкість взаємодії гравця з об'єктами (до 20 % швидше).
- Додаткові пластикові наручники — навичка гілки Assault — додаткова кількість стяжок для захоплення заручників (по одній на кожен рівень; максимум 4 додаткових до 2 по замовчуванню, у підсумку 6).
- Додаткові патрони — навичка гілки Support — дозволяє гравцеві переносити більшу кількість боєприпасів (по 10 % кожний рівень, до +50 %).

### Командні бонуси
Також в грі є командні бонуси. Ефект бонусу поширюється тільки на трьох товаришів по команді (а не на самого гравця) до тих пір, поки гравець не поранений, пов'язаний чи заарештований. Якщо 2 гравця вибирають однаковий бонус, ефект не підсумовується, а просто поширюється на всю команду.
- Noob Lube — всі гілки, неможливе використання після отримання 5го рівня — збільшує доходи гравців на 20 %. Ефект підсумовується з бонусом Mr. Nice Guy
- Sharpshooters — бонус гілки Sharpshooter, 20-й рівень — зброя стріляє більш точно.
- Agressor — бонус гілки Assault, 26-й рівень — всі гравці наносять підвищену утрату (приблизно на 25 % більше).
- Big game hunters — бонус гілки Technician, 29-й рівень — запас боєприпасів збільшується приблизно на 22,5 %. Ефект підсумовується із збільшенням запасу боєприпасів від здатності Додаткові патрони
- Protector — бонус гілки Support, 29-й рівень — збільшує максимальну кількість здоров'я напарників.
- More Blood to Bleed — бонус гілки Sharpshooter, тридцять третій рівень — збільшує тривалість «останнього подиху» у членів команди приблизно на 16,7 %
- Speed Reloaders — бонус гілки Assault, 38-й рівень — збільшує швидкість перезарядки. Другий бонус з гілки «Assault».
- Mr. Nice Guy — всі гілки, 49-й рівень — збільшує доходи гравців на 20 %. Є останньою нагородою всіх чотирьох класів репутації, ефект підсумовується зNoob Lube

## Досягнення
- Я анітрохи не боюся (I ain't afraid no more)

Отримайте рівень в гілці класу Assault.
- Орлине око (Eagle eyes)

Відзначте Особливого супротивника, за допомогою команди «кричати» (кнопка «F»).
- Дипломатія (Diplomatic)

Обміняйте заручника.
- Громадянська непокора (Civil disobedience)

Вбийте 100 охоронців правопорядку протягом одного пограбування.
- Чейні? (Cheney?)

Вийте Бульдозера (Bulldozer) за допомогою дробовика.
- Ухилення! (Dodge this!)

Завершіть пограбування на нормальному або вищому рівні складності, убивши Бульдозера (Bulldozer), не отримавши утрати від нього. Для виконання цього завдання, ви повинні грати з самого початку.
- Крек-бенг (Crack-bang)

Отримайте рівень в гілці Sharpshooter, убивши снайпера.
- Залякування (Intimidating)

Змусити важкий SWAT (спецназ) здатися.
- Залишений помирати (Left for dead)

Завершіть пограбування перебуваючи під арештом, в той час, як ваші товариші живі (4 товариша по команді).
- Останній герой (Last man standing)

Завершіть пограбування, будучи єдиним, що залишилися в живих (4 товариша по команді).
- Shinobi (Shinobi)

Завершіть рівень DIAMOND HEIST, обійшовши всі 3 консолі до підняття тривоги. Для виконання цього завдання, ви повинні грати з самого початку.
- Темнота (Darkness)

На рівні GREEN BRIDGE розбити всі лампочки, закріплені будівельних лісах (лампочки висять під стелею). Для виконання цього завдання, ви повинні грати з самого початку.
- Ти можеш втекти, але не зможеш сховатися (You can run but you can't hide)

На рівні PANIC ROOM візьміть ключ у Чавеса (Chavez) протягом перших 45 секунд з моменту початку місії. Для виконання цього завдання, ви повинні грати з самого початку.
- Пол — лава! (Hot lava)

Не дайте поліцейським дістатися до графіті по середині даху на рівні PANIC ROOM, починаючи з завдання SECURE THE ROOF (захоплення даху), до завдання ESCAPE (Втеча) на складному рівні або самогубний рівні. Для виконання цього завдання, ви повинні грати з самого початку.
- Windowlicker (Windowlicker)

Убийте поліцейського, який закладає заряд C4 в FIRST WORLD BANK на високому рівні складності або вище. Для виконання цього завдання, ви повинні грати з самого початку.
- Міст занадто далеко! (A bridge too far!)

Завершіть GREEN BRIDGE на складному або самогубний рівні складності. Для виконання цього завдання, ви повинні грати з самого початку.
- Вони сині? (Are those the blue ones?)

Вкрадені всі сапфіри на рівні DIAMOND HEIST на складному або самогубний рівні складності.
- Накладення рук (Lay on hands)

Отримайте рівень в гілці класу Support, піднімаючи свого товариша.
- Золотошукач (Gold digger)

Завершіть рівень SLAUGHTERHOUSE за 15 хвилин, зібравши все золото. Для виконання цього завдання, ви повинні грати з самого початку.
- Один за всіх … (Stand together)

Завершіть рівень HEAT STREET на середньому рівні складності або вище, не допустивши падіння кого-небудь з команди. Для виконання цього завдання, ви повинні грати з самого початку.
- Ви готові? (Are you ready yet?)

На рівні «Діамантова ПОГРАБУВАННЯ» змусьте Бейна (Bain) повернутися за вами принаймні 7 разів. Для виконання цього завдання, ви повинні грати з самого початку.
- Не фотографувати (No photos)

Знищіть всі камери на рівні FIRST WORLD BANK протягом 10 секунд після того, як ви дістанете свою зброю. Для виконання цього завдання, ви повинні грати з самого початку.
- Але як? (But how?)

Скиньте бронеавтомобіль, не стріляючи в нього на рівні SLAUGHTERHOUSE. Для виконання цього завдання, ви повинні грати з самого початку.
- Чи більше, ніж два? (Are there more than two?)

Знайдіть десять пачок грошей на рівні PANIC ROOM
- Блискавичний натиск (Quick draw)

На рівні PANIC ROOM убийте всіх озброєних бандитів в районі житлового будинку протягом 60 секунд, після того як ви дістали зброю. Для виконання цього завдання, ви повинні грати з самого початку.
- Я натиснув на кнопку і вижив! (I pushed the button and lived!)

На рівні DIAMOND HEIST, отримати великий алмаз і сховатися на OVERKILL труднощі разом з усіма товаришами по команді. Для виконання цього завдання, ви повинні грати з самого початку.
- Один постріл, один труп — повторити (One shot, one kill — repeat)

Зробіть 30 вбивств зробивши 30 пострілів, використовуючи тільки гвинтівку M308.
- Кров за кров (Blood in, blood out)

Обміняйте всіх м'ясників на рівні SLAUGHTERHOUSE. Для виконання цього завдання, ви повинні грати з самого початку.
- Федеральне злочин (Federal crime)

Убийте 25 агентів ФБР поспіль.
- Людина-бомба (Bomb man)

На рівні DIAMOND HEIST, убийте всіх охоронців (12 патрульних), використовуючи тільки міни. Для виконання цього завдання, ви повинні грати з самого початку.
- Спокійна вулиця (Easy street)

Завершіть рівень HEAT STREET на самогубний рівні складності з показником точності команди 60 % і вище.
- Пастух новачків (Noob herder)

Завершіть будь пограбування на самогубний рівні складності з трьома іншими гравцями, при включеному у всіх перком Noob Lube. Для виконання цього завдання, ви повинні грати з самого початку.
- Не втрать обличчя (Don't lose face)

Пройти всі пограбування на самогубній складності, не вимінюючи когось із товаришів з-під арешту. Для виконання цього завдання ви повинні грати з самого початку.
- PAYDAY (PAYDAY)

Отримати мільярд доларів. Один. Мільярд. Доларів.
- З Різдвом (Merry Xmas)

В мультиплеєрі, знайдіть різдвяний подарунок на будь-якому рівні.